# 越智貴広
越智 貴広（おち たかひろ、1986年4月7日 - ）は、日本の男性タレントと俳優。愛知県一宮市出身。特技は野球。株式会社POP所属。

## 出演

### テレビドラマ
- キッズ・ウォー3、キッズ・ウォー4
- 中学生日記
- 勉強していたい!
- エスパー魔美
- 海図のない旅
- 七子と七生
- 天使みたい
- 幻のペンフレンド2001
- ゲゲゲの女房
- QP
- 梅ちゃん先生（研修医役）
- 陽だまりの樹（町人1）
- ガリレオ2(加藤ゼミ生徒役）
- 牙狼-GARO- -魔戒ノ花-（ミタカ役）
- 半沢直樹（査察官役/レギュラー）

### CM
- かつ丼の具味の素（メイン）
- フェルゼア資生堂（撮影アシスタント役）

### ラジオドラマ
- 河童淵夜曲

### TVCM
- アパートニュース

## 出版物

### 映画
- ふたりエッチ 稲垣与作役